# Estany Gelat de Coma Arnau
L'estany gelat de Coma Arnau (en aragonès, Ibón Chelat de Coma Arnau) a 2,765 m d'alçada, és l'estany més important sota la Tuca d'Arnau al municipi de Montanui, Ribagorça.
Té una extensió d'1.1 hectàrees. Format per l'aigua de la glacera que baixava per la vall de Llauset es troba en un paisatge de pura roca, amb grans blocs erràtics dipositats pel retrocés de la glacera. Actualment forma part del Parc Natural de Pocets-Maladeta.